# Nördliche Shoshone

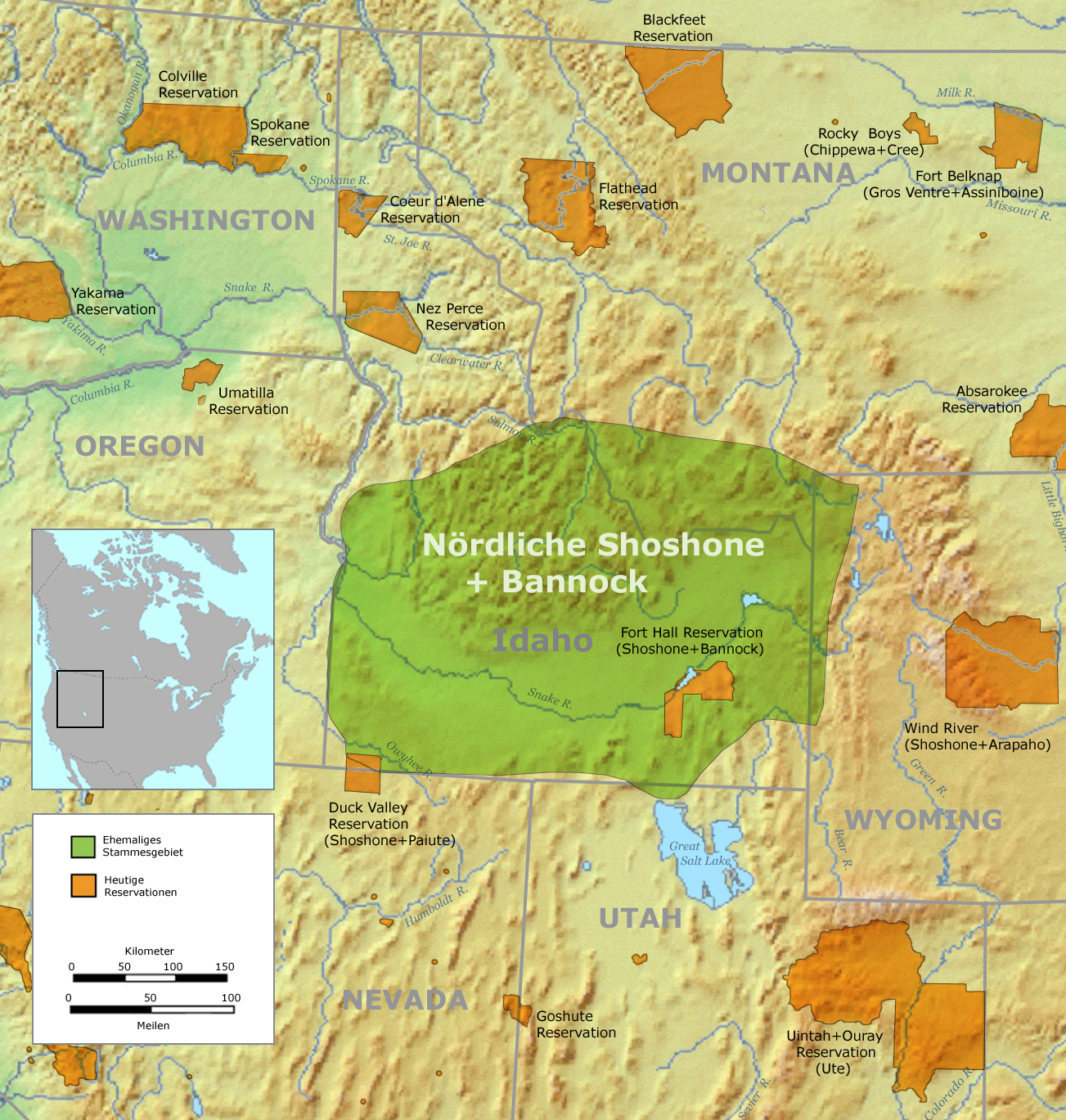
Ehemaliges Stammesgebiet der Nördlichen Shoshone und heutiges Reservat in Idaho

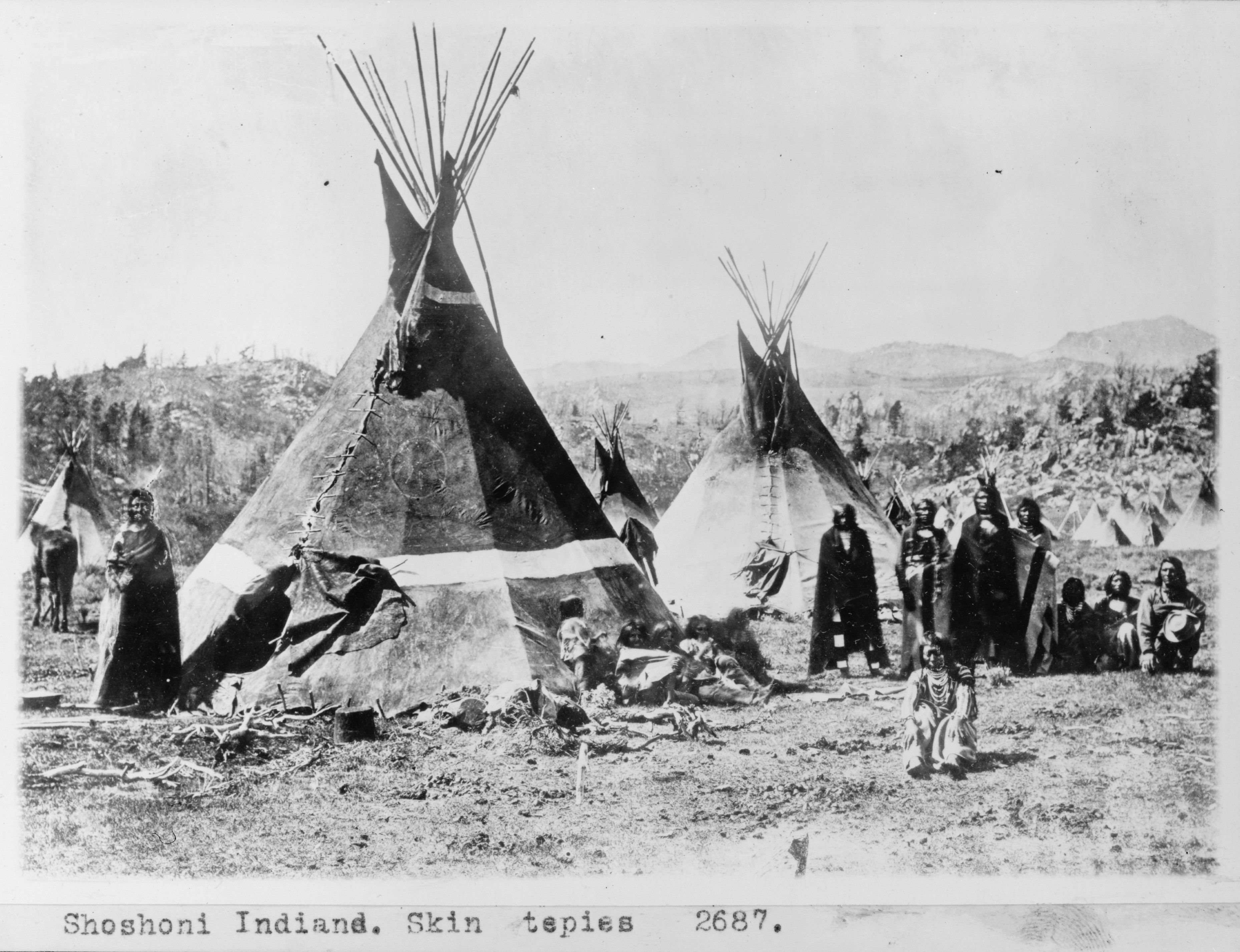
Shoshone-Indianer zwischen Tipis (ca. 1880–1910)

Die Nördlichen Shoshone, auch Nördliche Schoschonen (engl. Northern Shoshone), sind Gruppen der Shoshone-Indianer. Sie sprechen eine uto-aztekische Sprache im Dialekt der Shoshone-Comanche. Zusammen mit den übrigen Shoshone und den Nördlichen Paiute werden sie zuweilen auch als Snake bezeichnet.
Die Nördlichen Shoshone bewohnten gemeinsam mit den Bannock die Snake River Plain im südlichen Idaho sowie umliegende Hügelländer südlich des Salmon Rivers, bis sie im 19. Jahrhundert von den Weißen in Reservate vertrieben wurden. Früher pflegten sie auch weiter östlich in den Plains zu leben. Das Zentrum der Winterlager lag beim Green River, dasjenige der Sommerjagden im Gebiet des South Pass, des Wind Rivers und des Big Horn Rivers.
Von den Bannock – mit denen sie sich vermischten – unterschieden sie sich eher sprachlich denn kulturell. Aufgrund der ständigen Kontakte zwischen den verschiedenen seminomadischen Gruppen der Nördlichen Shoshone gab es kaum unterschiedliche Dialekte.

## Untergruppen
Die Nördlichen Shoshone bestehen aus vielen kleinen Gruppen. Oft wurden sie nach ihren Nahrungs-Vorlieben bezeichnet:
- Agaideka (‘Lachs-Esser’, Eigenbez.: Pia Agaideka - ‘Esser von großen Lachsen’, lebten am Boise River, als sie gegen 1850 Pferde auf ihren Wanderungen und Jagdzügen, besonders für die Bisonjagd, nutzten, wurden sie auch Kucundeka - ‘Büffel-Esser’ genannt)
- Hekandeka (Hukandeka - ‘Saatgut-Esser’, ist ein Wortspiel, da es eigentlich ‘Dreck-Esser’ bedeutet)
- Kammadeka (‘Hasen-Esser’, auch Bruneau-Shoshone genannt, lebten zwischen dem Snake River und dem Großen Salzsee, waren bis 1850 meist unberitten und ernährten sich vor allem von Fisch, Kleinwild, Beeren und Wurzeln)
- Kogohue (Kohogue, lebten zwischen dem Green River und dem Wind River auf den Plains in Wyoming, waren stark der Plains-Kultur zugewandt, oft als Wind River Shoshone oder Green River Shoshone bezeichnet, wurden auch insgesamt als Wyoming Shoshone bezeichnet)
- Kuyudeka (‘Tabakwurzel-Esser’)
- Lemhi (benannt nach einem Ort aus dem Buch der Mormonen, lebten am Lemhi River und am Salmon River, bildeten ursprünglich keine einheitliche Gruppe, sondern setzten sich aus  Agaideka, Tukudeka und Bannock  zusammen, die sich kulturell und ethnisch immer mehr vermischten, so dass sie später als Lemhi Shoshone bezeichnet wurden, hatten die Plains-Kultur übernommen)
- Pengwideka (‘Fisch-Esser’, wörtlich ‘kleine Fische-Esser’, lebten entlang des Bear River in Wyoming)
- Padehiyadeka (‘Wapiti-Esser’ oder ‘Hirsch-Esser’, lebten in den Randzonen der Berge Wyomings)
- Pohogwe (‘Wüsten-Beifuß-Esser’, auch als Fort-Hall-Shoshone bekannt, lebten mit einigen Gruppen der Bannock in gemeinsamen Lagern zusammen, in der Nähe der späteren Fort Hall Reservation, an der Grenze zu den Plains, nahmen daher teilweise die Plains-Kultur an)
- Tetadeka (‘Kiefernkern-Esser’, auch als Grouse Creek Shoshone bekannt, lebten entlang des Reese River und Grouse Creek im nordwestlichen Utah ostwärts entlang des nördlichen Ufers des Großen Salzsees bis zum Bear River, von den Owens Valley Shoshone wurden die Tubatulabal ebenfalls als Tetadeka bezeichnet)
- Tukudeka (‘Dickhornschaf-Esser’, wörtl. ‘Fleisch-Esser’, lebten in den Bergen von Zentral-Idaho, dem südlichen Montana und dem Gebiet des Yellowstone-Nationalparkes)
- Yahandeka (‘Murmeltier-Esser’, auch Boise-Shoshone genannt, lebten in der Region der Sawtooth Range, am unteren Boise River, Payette River und Weiser River, schlossen sich gelegentlich den Pohogwe zur Bisonjagd an, ernährten sich aber hauptsächlich von Fischen und Wild)

Teilweise werden auch die Bannock in diese Kategorien eingeteilt. Insgesamt präsentiert sich die Namensgebung sehr unübersichtlich, eine Gruppe konnte unter mehreren Namen bekannt sein, oder Namen konnten bei verschiedenen Gruppen zur Anwendung kommen.
Zum Beispiel wurden die Tukudeka („Dickhornschaf-Esser“), auch einfach Toyaine („Bergbewohner“) genannt, da sie stets in den Bergen lebten und keine Pferde besaßen. Zudem konnte es von der Jahreszeit und der Örtlichkeit abhängig sein, dass die Tukudeka statt Dickhornschafen vermehrt Hirsche erlegten, daher wurden sie auch oft Tihiyadika („Hirsch-Esser“) genannt. Auch die Agaideka („Lachs-Esser“) wurden, nachdem sie zu Pferd die Bisonjagd betrieben, als Kucundeka („Büffel-Esser“) bezeichnet. Zudem schlossen sich später manche Gruppen der Tukudeka, die sich zusammen mit den (jetzt oft als Kucundeka bezeichneten) Agaideka auf die Plains wagten, diesen an, und wurden nun selbst als Agaideka bezeichnet.
Die zurückgebliebenen Tukudeka dürfen dabei nicht mit dem oft als Sheep Eaters („Schafs-Esser“) bezeichneten Gruppen verwechselt werden, die sich in die Berge flüchteten und 1879 den letzten Krieg im Nordwesten gegen die Weißen führten, den sog. Sheep-Eater-Krieg. Die Widerstand leistenden Stämme umfassten die Westliche Shoshone (oft als Sheep Eaters bezeichnet), die Bannock, Teile der Östliche Shoshone, Nördliche Paiute sowie versprengte Nez Percé, Yakama und Coeur d’Alene.

## Kultur
Die Heimat der Nördlichen Shoshone liegt im Kulturareal des Großen Beckens, allerdings an der Grenze zum Plateau und zu den Plains. Dementsprechend vielfältig präsentiert sich die Kultur der Nördlichen Shoshone.
Mit durchschnittlich etwa 37 cm Niederschlag pro Jahr war ihre Heimat recht trocken. Das Gebiet stellte den Nördlichen Shoshone dank den tiefgelegenen semi-ariden Tälern, den etwas höher gelegenen Nadelwäldern und den alpinen Bergregionen eine Vielfalt von Nahrungsmitteln zur Verfügung. Fische, vor allem des Snake Rivers, nahmen dabei eine bedeutende Rolle ein. Weiter liebten die Nördlichen Shoshone Bisons und weiteres Wild, Wurzeln und Kiefernnüsse.
Zur Bisonjagd schlossen sich Gruppen der Nördlichen Shoshone gerne den Flathead an, um gegen die feindlichen Blackfoot, ihren östlichen Nachbarn, besser geschützt zu sein. Mit den Nez Percé, Umatilla und Cayuse im Westen trafen sich die Nördlichen Shoshone jährlich am Weiser River für einen freundschaftlichen Handel. So tauschten sie beispielsweise metallene Pfeilspitzen gegen Pferde ein. Auch zu den Nördlichen Paiute (oft als Paviotso bezeichnet) im Süden pflegten sie friedliche Beziehungen und mit deren Verwandten, den Bannock, teilten sie das Territorium und unternahmen vieles gemeinsam.

### Soziale Organisation
Die Nördlichen Shoshone fielen durch eine ausgesprochen unorganisierte Struktur auf. Sie ordneten sich kaum einem Häuptling unter, sondern handelten weitgehend eigenständig. Einzig die Gruppen, die zur Bisonjagd in das Territorium der Blackfoot vorstießen, organisierten sich unter einem Anführer. Diese Häuptlinge waren verantwortlich für die Sicherheit der Jagdgruppe vor den feindlichen Indianern und koordinierten die Jagd auf die Bisons. Sie wurden jeweils von vier oder fünf Männern unterstützt, welche die Funktion von „Polizisten“ innehatten.
Die Macht der Häuptlinge war stark limitiert. Oft ersetzte der Rat sie nach einigen Jahren durch andere Männer. Das Häuptlingsamt konnte von jedem Mann bekleidet werden, der sich als fähig erwiesen hatte. Außerdem stand es jedem Mitglied einer Gruppe offen, jederzeit in eine andere Gruppe zu wechseln, sollte es sich nicht mit den Anweisungen des Häuptlings anfreunden können.
Die einzelnen Gruppen waren recht klein, besonders im Westen, wo sie oft nur aus einigen wenigen Familien bestanden. Einzig im Osten formten sie zur Bisonjagd größere Verbände. Die verschiedenen Gruppen waren untereinander stark verbunden durch Heirat, gemeinsame Feste, regelmäßige Besuche und Migration.
Die meisten Nördlichen Shoshone lebten monogam, obwohl Polygamie, besonders Polygynie, auch existierte. Heirat zwischen Cousinen kam offenbar nur bei den Südlichen Shoshone vor. Männer und Frauen waren einander weitestgehend gleichgestellt.

### Nahrungserwerb
Aufgrund ihres Nomadentums kannten die Nördlichen Shoshone weder Besitzansprüche von Land noch von Ressourcen. Jeder durfte sich nehmen, was er wollte: Wurzeln, Kiefernnüsse, Lachse, Bisons und anderes Wild. Die Bisons jagten sie von der Flanke des Tieres her mit Pfeil und Bogen. Die Technik der Blackfoot, die Bisons über eine Klippe stürzen zu lassen, übernahmen die Shoshone nicht. 
Gabelböcke jagten sie entweder zu Pferd oder indem sie sich, in ein Gabelbock-Fell versteckt, anschlichen. Hin und wieder sollen sie die Gabelböcke auch in Korrals getrieben haben. Weiteres Wild wie Wapiti-Hirsche und Bergschafe jagten sie alleine oder in kleinen Gruppen.
Das Fischen von Lachsen und weiteren Fischen war vor allem für die Nördlichen Shoshone im Gebiet des heutigen US-Bundesstaates Idaho von großer Bedeutung. Sie spießten die Lachse meist mit einer Harpune auf oder platzierten Reusen aus Stein und Reisig.
Die wichtigsten Pflanzen, die sie aßen, waren die Knolle der Prärielilie (Camassia quamash), die Yampa-Wurzel (Perideridia gairdneri), die Tabak-Wurzel (Valeriana edulis) und die Bitterwurzel (Lewisia rediviva). All diese Knollen und Wurzeln wurden von den Frauen ausgegraben. Ergänzt wurden die Mahlzeiten zum Teil mit Kiefern-Nüssen, Beeren, Samen oder weiteren Wurzeln.

### Materielle Kultur
Die Fort-Hall- und die Lemhi-Shoshone lebten meist in Tipis. Die übrigen Nördlichen Shoshone bewohnten kleine Hütten aus Wüsten-Beifuß, Gras oder geflochtenen Weidenzweigen.
Jene Gruppen der Shoshone, die Bisons jagten, trugen im Winter gerne Bisonfelle und im Sommer Wapiti-Häute. Frauen und Männer zogen Leggings und Mokassins an. Oft gingen sie jedoch auch barfuß.
Die Nördlichen Shoshone verfügten über Körbe, teilweise auch Kessel, Wiegenbretter und Decken. Für Jagd und Krieg benutzten sie Bogen aus Holz und Sehnen, Pfeile (die Pfeilspitzen ebenso aus Obsidian und später Metall wie Messer), Köcher aus Otterhäuten und Tomahawks aus Stein und Holz, die mit Tierhaut überzogen waren. Zum Schutz von Kriegern und Pferden benutzten sie Harnische aus zusammengeleimten Gabelbock-Hautstreifen.
Gerne bemalten sie Rohleder, wobei sie geometrische Formen bevorzugten. Daneben schufen sie Perlenstickereien, oft auch mit geometrischen Formen.
Zur Musik benutzten sie Trommeln, gekerbte Bretter, die sie als Raspel brauchten, und Flageoletts, eine Art Pfeife.

### Religion und Zeremonien
Die Glaubensvorstellung der Nördlichen Shoshone wurde stark von der Plains-Kultur beeinflusst. So spielen Träume und Visionen eine wichtige Rolle. Eng damit verbunden sind Geistwesen, deren Schutz sie zu erlangen suchten. Die Geistwesen lehrten sie, welche Tabus sie einhalten mussten und wie sie Medizin zubereiten konnten, um den Geistwesen zu gefallen und deren Macht für sich zu nutzen. War dies der Fall, heilten die Geistwesen Kranke, schützten die Menschen vor Pfeilen oder fügten den Feinden Böses zu.
Jeder Mann und jede Frau kann die Macht der Geistwesen anrufen und ist damit zu einem gewissen Grad Schamane. Es gibt aber einige, die sich darauf spezialisiert haben, dies sind die eigentlichen Medizinmänner. Sie kennen sich besonders gut mit heiligen Kräutern und Wurzeln aus.
Weiter glauben die Nördlichen Shoshone an einen Schöpfer.
In ihrer Mythologie nehmen Kojote und Wolf einen zentralen Platz ein. Dem Wolf wird die Schöpfung des Menschen zugeschrieben. Der Kojote hingegen soll ein Trickster sein, der Unordnung auf die Welt gebracht hat.
Ähnlich wie die Prärie-Völker kennen auch die Nördlichen Shoshone verschiedene Tänze. Der wichtigste heißt nuakkinna und wurde vor allem im Frühling zelebriert, um die Lachse zur Rückkehr zu bewegen und um genug Nahrung zu erbeten. Eine andere Zeremonie wurde abgehalten, wenn die Lachse tatsächlich wieder zurückgekehrt waren.
Die Nördlichen Shoshone übernahmen weitere kulturelle Elemente von den Plains-Stämmen. Beispielsweise zählten sie bei Kämpfen Coups und nahmen Skalps, die sie in ihrem Dorf auf langen Stäben zur Schau stellten, um die sie tanzten.
Dies alles waren ziemlich einfache Zeremonien. Die Nördlichen Shoshone kannten keine komplexen religiösen Praktiken.

## Demographie
Aufgrund der vielen verstreut lebenden Gruppen, waren erste Schätzungen zur Bevölkerungszahl unzulänglich. Erst in der Reservatzeit konnten genauere Angaben gemacht werden. 1873 wurden 1037 Nördliche Shoshone und Bannock in Reservaten gezählt sowie weitere 900 außerhalb der Reservate. Der US-Census schätzte die Zahl der Nördlichen Shoshone im Jahre 1910 auf etwa 2000. 1937 sollen gemäß dem Bureau of Indian Affairs 3650 gelebt haben. 1981 verzeichnete der Shoshone-Bannock-Stamm 3100 Mitglieder.

## Geschichte
Im Verlaufe von über 1000 Jahren zogen die Nördlichen Shoshone vom Großen Becken zum Plateau und auf die Plains. Gegen Ende des 17. Jahrhunderts gelangten sie zu ihren ersten Pferden, die von europäischen Einwanderern eingeführt worden waren. Auch die Blackfoot waren bald beritten und gelangten zudem etwa gleichzeitig zu Feuerwaffen, mit denen sie die Nördlichen Shoshone Mitte des 18. Jahrhunderts zurück nach Westen drängten. Andere Shoshone wichen nach Süden aus und wurden später als Comanche bekannt.

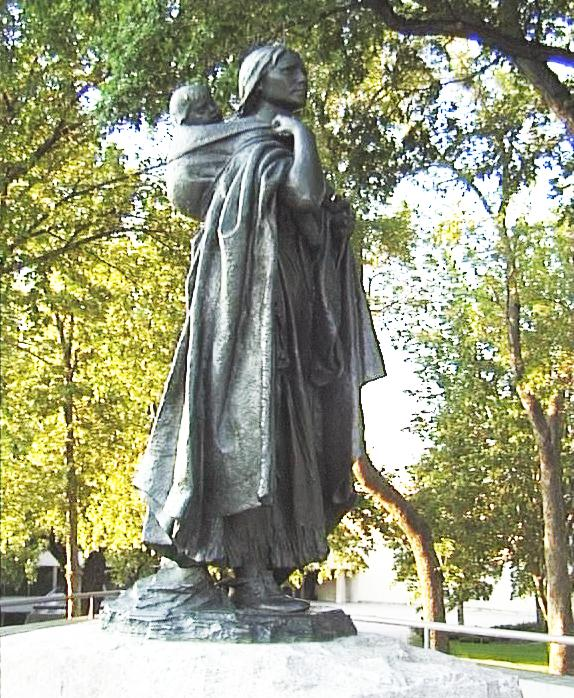
Statue von Sacagawea in Bismarck, North Dakota

1805 kamen die Nördlichen Shoshone erstmals mit den Weißen in Kontakt, als die Lewis-und-Clark-Expedition durch ihr Gebiet zog. Die Expedition wurde von einer ihrer Frauen begleitet, Sacagawea. Von diesem Zeitpunkt an herrschte ein beinahe regelmäßiger Kontakt zu den Weißen, die an verschiedenen Orten in ihrer Nähe Handelsstationen errichteten. Ihnen folgten Trapper und Jäger. Die Trapper rotteten bis 1840 die Biber in der Gegend aus und die Jäger bis gegen Ende des 19. Jahrhunderts die Bisons westlich der Wasserscheide beinahe. Die Nördlichen Shoshone und Bannock verhielten sich den Weißen gegenüber freundlich, traten mit ihnen aber nicht so stark in Handel wie dies andere Stämme taten. Ab den 1840er Jahren zogen immer mehr weiße Siedler auf dem Weg nach Kalifornien oder Oregon durch ihr Gebiet. Um 1860 ließen sie sich vermehrt im Territorium der Nördlichen Shoshone nieder. Vor allem Mormonen und Goldsucher übten starken Druck auf die Shoshone und Bannock aus, zusammen mit der rasch abnehmenden Zahl der Bisons. Immer wieder kam es zu Zwischenfällen. Eine Gruppe nach der anderen schlossen die Nördlichen Shoshone mit den Weißen Verträge, traten ihnen große Gebiete ab und zogen in Reservate. 1867 wurde für die Boise- und Bruneau-Shoshone die Fort Hall Reservation geschaffen. Am 3. Juli 1868 unterzeichneten die im Osten lebenden Nördlichen Shoshone zusammen mit den Bannock den Vertrag von Fort Bridger und zogen ebenfalls in die Fort Hall Reservation. 1875 zogen die Lemhi- und Sheepeater-Shoshone in ein Reservat im Lemhi-Tal. Dieses wurde 1907 wieder aufgelöst und die Bewohner in die Fort Hall Reservation umgesiedelt. Es kam immer wieder zu gewaltsamen Zusammenstößen zwischen Shoshone und Weißen, diese gipfelten im Sheepeater-Krieg von 1878/79. Im Laufe des 20. Jahrhunderts verkleinerte die US-Regierung die Reservate stark. Damit hatten die Nördlichen Shoshone einen Großteil ihres einstigen Territoriums verloren.
Ihre Kultur trat immer stärker in den Hintergrund. Nach 1890 übernahmen die Östlichen Shoshone den Sonnentanz und ab 1915 die Peyotismus; dies vermochte dem etwas entgegenzuwirken.

## Heutige Situation
Im 20. Jahrhundert lebten die meisten Nördlichen Shoshone in der Fort Hall Reservation. Einige wenige hatten sich bei den Westlichen Shoshone oder bei den Nördlichen Paiute niedergelassen. Obwohl sie sich völlig mit den Bannock vermischten, blieben beide Sprachen und beide Identitäten erhalten.
Das Einkommen der Fort-Hall-Shoshone ist bedeutend niedriger als das US-amerikanische Durchschnittseinkommen. Die Arbeitslosigkeit ist weit verbreitet. Die zweisprachige Ausbildung der Kinder ist wesentlich schlechter als jene der Weißen.
Im Laufe des 20. Jahrhunderts sind die Pachteinnahmen und die Einkünfte aus den Mineralrechten stark gestiegen und die Landwirtschaft entwickelte sich positiv. Die Fort-Hall-Shoshone leben weitestgehend autonom und wehren sich gegen Einflüsse von außen. So konnten sie ihre Kultur teilweise erhalten. Sie besitzen ihre eigene Verfassung, ein Museum, eine Bibliothek und eine Wochenzeitung.
Zur Wiederbelebung der Kultur wurde den Bewohnern der Reservation 2006 das Recht zugesprochen, nördlich des Yellowstone-Nationalparks in Teilen der Absaroka-Beartooth Wilderness wieder Büffel zu jagen.